# Studebaker National Museum

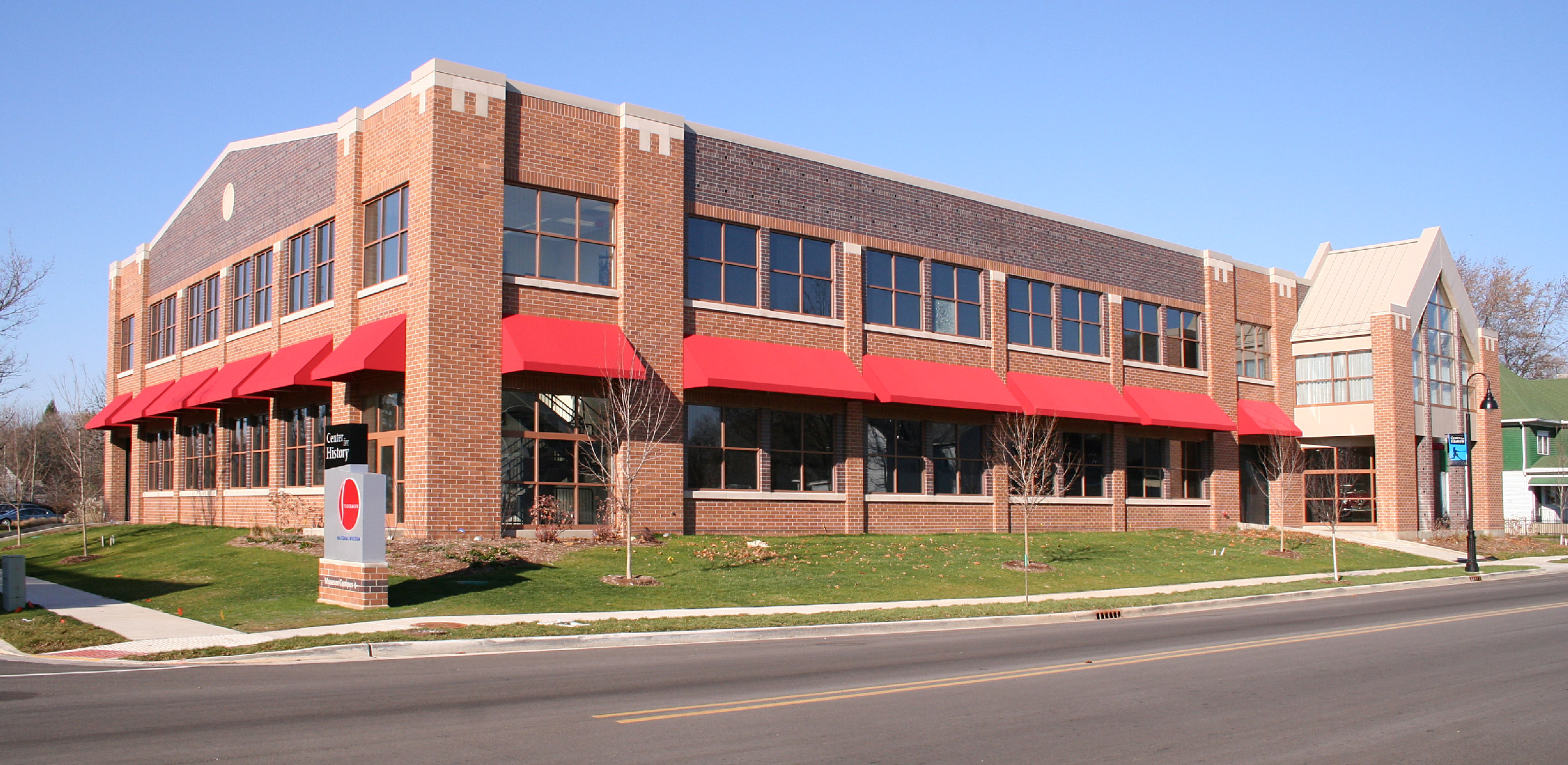
Antiga fábrica e atual sede do museu

Studebaker National Museum é um museu temático localizado na cidade norte-americana de South Bend, cidade sede da antiga empresa Studebaker.
O museu, inaugurado em abril de 2005 nas dependências da fábrica que realizou a última linha de montagem, é dedicado a história da empresa Studebaker, que iniciou suas atividades na metade do século XIX manufaturando e oferecendo serviço de fundição, e logo após desenvolveu uma linha de produção de vagões, carroças e carruagens, e por fim fabricou automóveis, ônibus e caminhões.
Seu acervo conta com dezenas de veículos e carros conceito da marca Studebaker e Packard (a empresa Packard Motor Car Company foi incorporada ao grupo, criando a empresa Studebaker-Packard Corporation), fotos antigas e documentos.
Entre os veículos expostos, estão: 
- Carruagens da marca "H & C Studebaker" usado por vários presidentes americanos, entre eles, Abraham Lincoln;
- O famoso "Studebaker Runabout" ou "Studebaker Electric 1902", o primeiro carro elétrico da empresa;
- Veículos de transporte e carros fabricados para a Primeira Guerra Mundial e Segunda Guerra Mundial;
- O Studebaker Champion usado no filme The Muppet Movie.

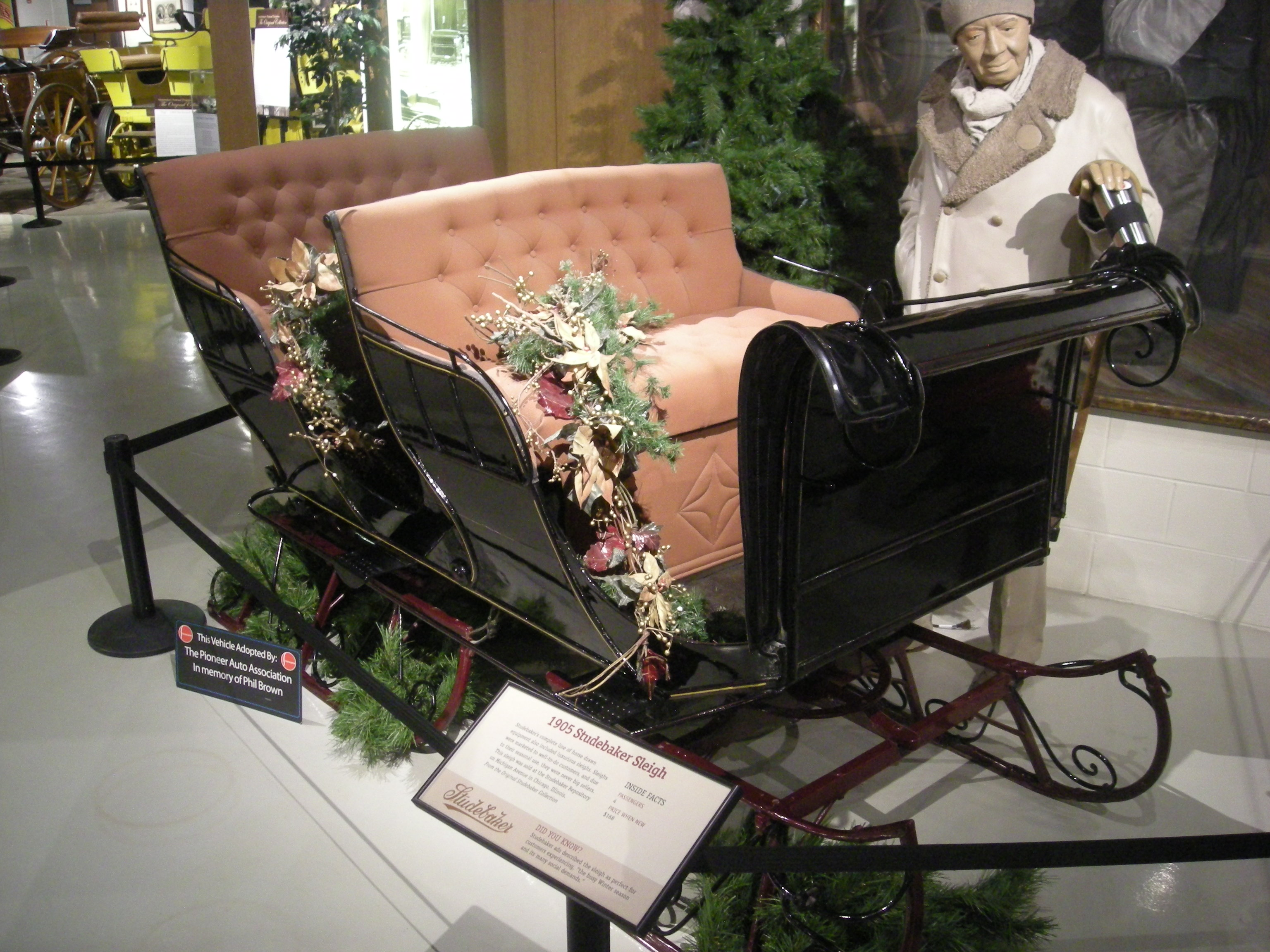
Carruagem de 1905
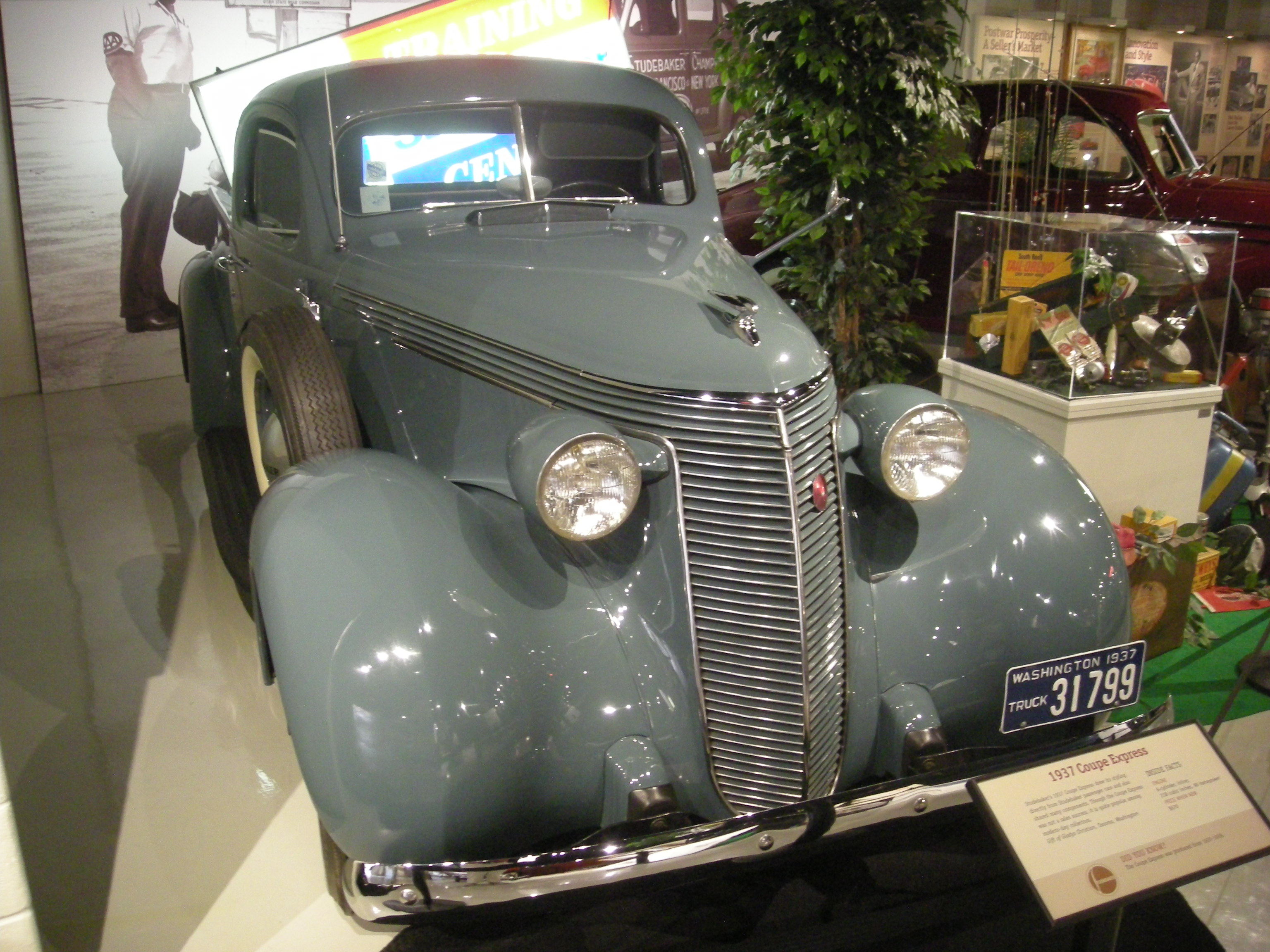
Studebaker Coupe 1937
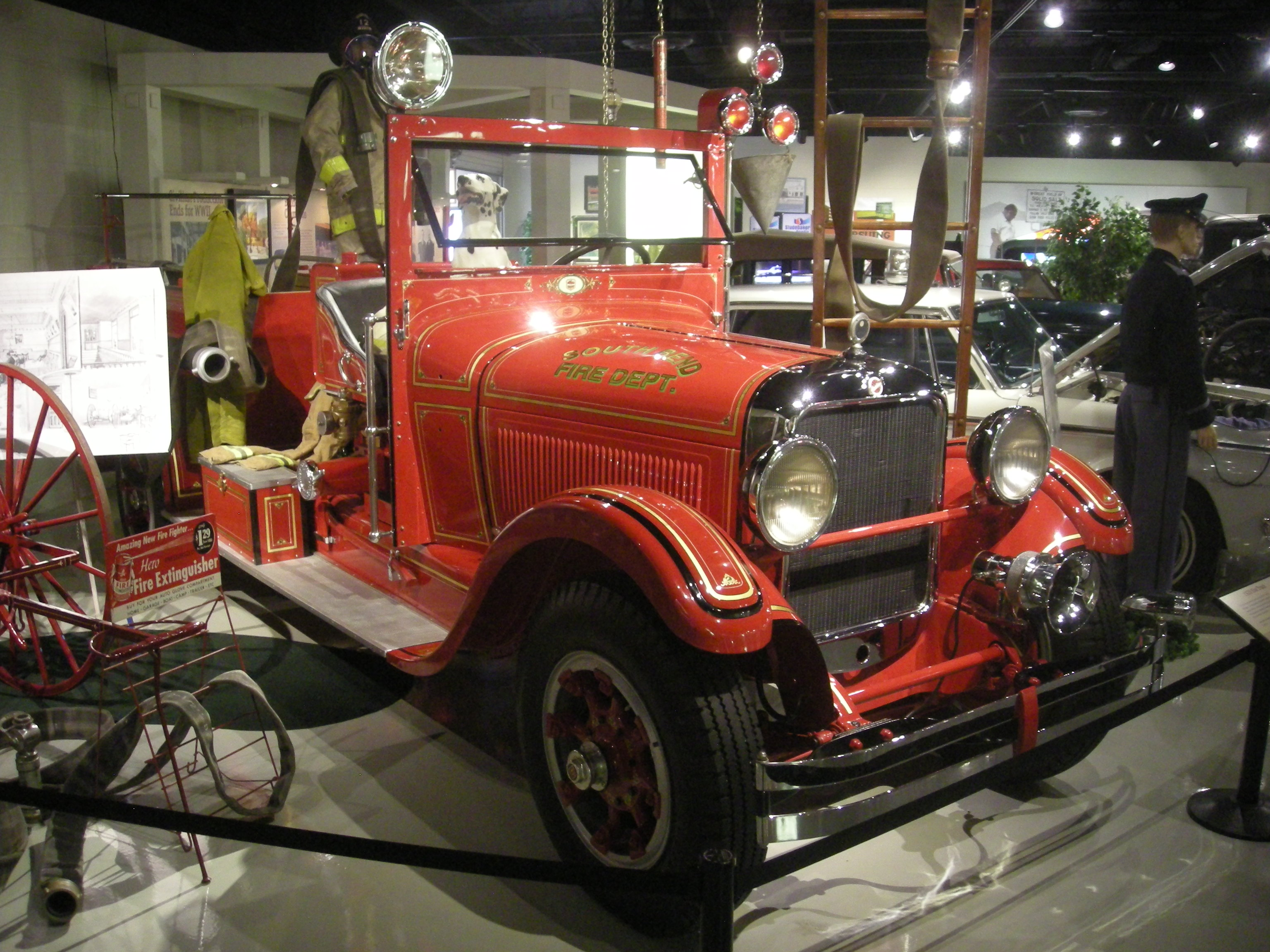
Caminhão de bombeiro de 1928
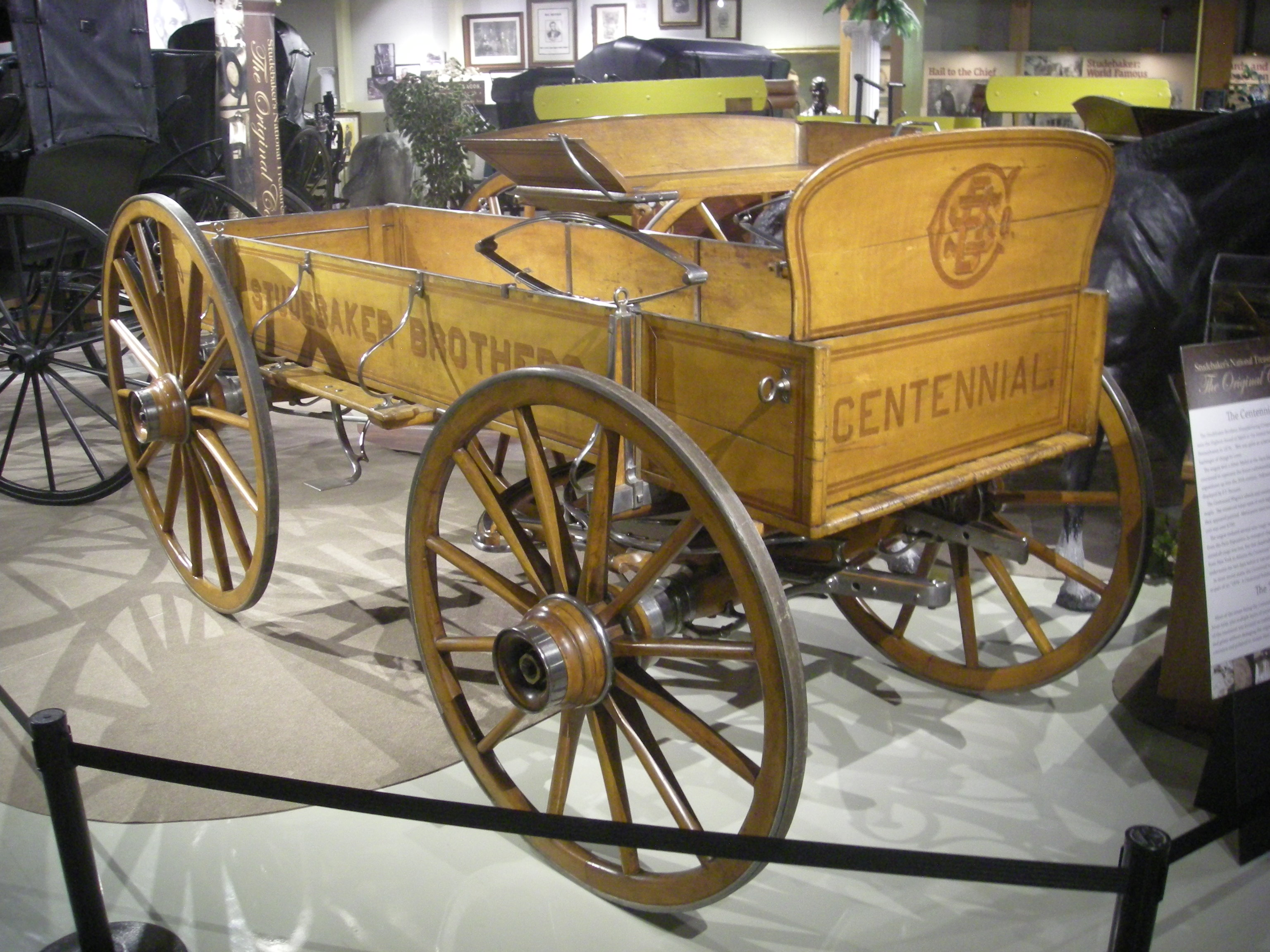
Carroça Studebaker
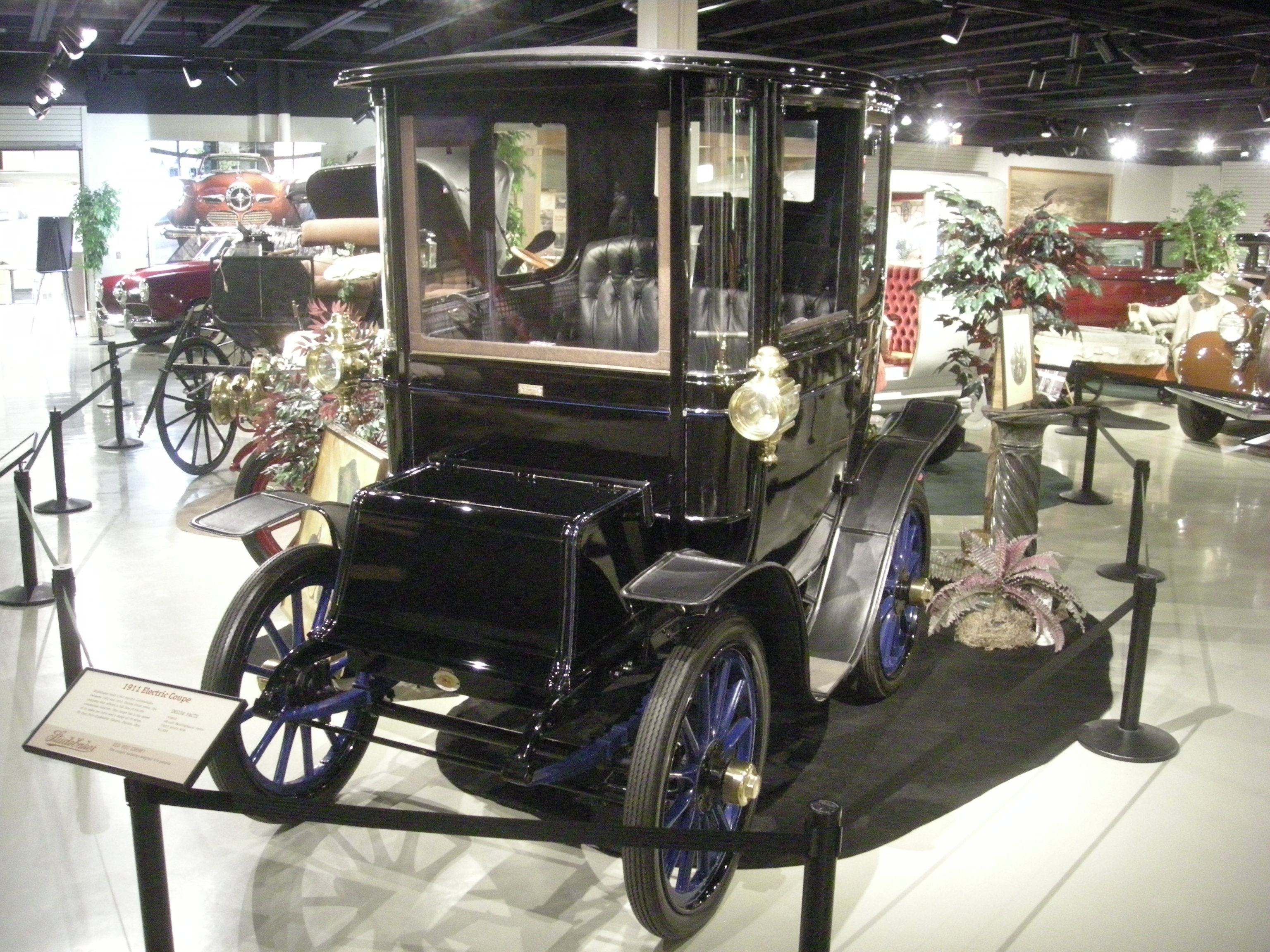
Studebaker elétrico de 1911